# Глосарій бейсбольних термінів
Перелік найчастіше уживаних термінів та понять бейсболу.

## Основні визначення

### А
- Ампайр (англ. umpire) — суддя, в бейсболі 4 судді, по одному на кожній «базі» і один біля «дому».
- Аут (англ. out) — ситуація (або команда судді), яка означає, що гравець нападу на цей відрізок (іннінґ) виведений з гри.
- Аутфілд (англ. outfield) — зовнішнє поле бейсбольного майданчика.
- аутфілдер (англ. outfielder) — гравець команди, що обороняється, який патрулює зовнішнє поле: правий, центральний і лівий польові гравці.

### Б
- База (англ. base) — одна з чотирьох точок на полі, яких послідовно повинен торкнутися ранер, щоб виграти очко.
- База за «боли» або бейс он болс (англ. Base on balls) — перехід бетера на першу базу після чотирьох неточно виконаних подач пітчера.
- Бант (англ. bunt) — короткий удар, при якому бетер не замахується, щоб відбити м'яч належним чином, а просто підставляє під нього биту.
  - Секріфайс бант (англ. sacrifice bunt) жертовний бант — ситуація, коли м'яч спеціально відбивається так, щоб ранер зміг просунутися на наступну базу, в той час як бетер самостійно виводить себе в аут. Якщо «жертва» вдалася, бетеру не знижують рейтинг.
- Бейсбольний м'яч (англ. ball) — м'яч, який використовується для гри в бейсбол. Складається з коркової або гумової серцевини і обшитий шкірою.
- Бейсмен (англ. baseman) — гравець команди, що обороняється, розташований поруч з базою. Всього їх троє, на кожну базу по одному.
- Бок (англ. balk) — неправильні дії пітчера щодо ранерів, які знаходяться на базах. Бок дає право переміщення на одну базу для всіх ранерів.
- Бол (англ. ball) — м'яч, поданий пітчером поза зоною страйка і не відбитий битою відбивальника. Після чотирьох болів пітчера в одній серії бетер займає першу базу. Після кожної подачі суддя оголошує кількість болів і страйків. Якщо м'яч після подачі вдарився об землю і, відскочивши, пролетів через страйк-зону, він вважається болом. Якщо такий м'яч токається бетера, останній отримує право переміститися на першу базу.
- Брейкін бол (англ. breaking ball) — подача з найнесподіванішими траєкторіями. Головний акцент — точність і максимально складна траєкторія.
- Буллпен (англ. bullpen) — зона, де запасні пітчери розминаються перед тим як увійти в гру. Залежно від бейсбольного майданчика вона може розташовуватися в Фаул-зоні уздовж ліній бази або ж за парканом ігрового поля. Також терміном «буллпен» в переносному сенсі позначають список запасних пітчерів команди. Запасні гравці зазвичай чекають в зоні «буллпен», якщо їм доведеться брати участь в грі, а не в даґауті[1].
- Бетер (англ. batter) — гравець нападу з битою, той, хто відбиває. Знаходиться у домі (ліворуч або праворуч — як йому зручніше) перед кетчером. Після завдання удару по м'ячу («хіта») він стає ранером.
- Батарея (англ. battery) — дует партнерів — пітчера і кетчера.

### В
- Вайлд-пітч (англ. wild pitch) — неточна подача пітчера.
- Визначений хітер (англ. Designated hitter) — гравець, який виходить тільки відбивати. Він не грає в полі, а на відбиванні замінює одного з захисних гравців, зазвичай пітчера. Правило визначено хітера діє лише у Американській лізі.
- Вища ліга бейсболу[2], (MLB) (англ. Major League Baseball) — професіональна спортивна бейсбольна організація у Північній Америці, що є однією з чотирьох професіональних спортивних ліг у США і Канаді.
- Вінд-ап позиція (англ. wind-up position) — позиція пітчера при подачі.
- Вок (англ. walk) — команда судді, що означає помилку пітчера. В цьому випадку гравці нападу, що знаходяться в даний момент на базах, отримують право безперешкодно пересунутися на наступну базу.

### Г
- Граунд-аут (англ. ground-out) — один з варіантів форс-ауту: ситуація, коли м'яч відбивається від землі і бетер вибуває в аут після того, як захисники доставляють м'яч на першу базу перш, ніж він зміг до неї добігти.
- Граунд бол (англ. ground ball) — відбитий м'яч, який котиться або стрибає по землі.
- Граунд-рул дабл — див. дабл.
- Гренд Слем (англ. grand slam) — удар з гоум-раном в ситуації, коли всі бази зайняті ранерами, що дозволяє команді набрати відразу 4 очки.

### Д
- Дабл (англ. double) — удар, в результаті якого бетер зумів добігти до другої бази.
  - Граунд-рул дабл (англ. ground rule double) або автоматичний дабл — удар, в результаті якого м'яч вдаряється об землю і вилітає за межі поля. Бетер при цьому автоматично переміщається на другу базу, а всі активні ранери — на дві бази вперед.
- Дабл-плей (англ. double play) — розіграш, в процесі якого оборона заробила два аути. Наприклад, в ситуації, коли гравець нападу перебував на першій базі, бетер відбив м'яч так, що захист доставив м'яч на другу базу, а потім на першу, перш ніж бетер і ранер змогли їх досягти, заробивши таким чином два аути.
  - Вимушений подвійний аут (force double play) — розіграш, у якому обидва аути відбулися в результаті вимушеної гри.
  - Зворотній вимушений подвійний аут (англ. reverse force double play) — розіграш, у якому перший аут вимушений, а другий проводиться тег-аутом ранера або торканням бази.
- Даґаут (англ. dugout) — лава, місце для гравців, запасних гравців і інших членів команди.
- Дед бол (англ. dead ball) або «мертвий м'яч» — м'яч, що знаходиться поза грою. Гра зупиняється.
- Довгостроковий реліф-пітчер — пітчер, який з'являється на полі через ранню заміну стартового пітчера в період до 4 іннінга включно.
- Досконала гра (англ. perfect game) — гра, в якій пітчер (або пітчери) здобуває перемогу, провівши на гірці не менше дев'яти іннінґів і не пропустивши на базу жодного суперника.

### З
- Загін — див. рандаун

### І
- Іннінґ (англ. inning) — період бейсбольного матчу, під час якого команди по разу грають в захисті та нападі. Як правило, матч складається з 9 інінґів.
- Інсайд-парк хоум-ран (англ. inside-the-park home run) — див. гоум ран.
- Інтеншенал вок (англ. intentional walk) — навмисний вок. Ситуація, коли пітчер при відкритій першій базі чотири рази навмисно подає м'яч далеко повз зону страйка і пропускає бетера на базу. Зазвичай, застосовується проти сильних гравців.
- Інфілд-флай (англ. infield fly) — м'яч, відбитий високо в повітря в межах ігрової зони і який може бути без особливих зусиль спійманий будь-яким гравцем, що знаходиться в межах інфілда, при зайнятих першій і другій, або першій, другій і третій базах в ситуації менше двох аутів. При цьому бетеру фіксується аут незалежно від того, чи був спійманий м'яч. Правило введене для того, щоб гравці оборони не змогли заробити подвійний вимушений аут, навмисне не піймавши м'яч на льоту
  - Інфілд-флай іф фейр (англ. infield fly if fair) — команда арбітра в ситуації Інфілд-флай у випадку, коли незрозуміло, де впаде м'яч: в ігровій зоні чи в штрафній зоні. В цьому випадку Інфілд-флай буде зафіксований, якщо м'яч впаде в межах ігрової зони.
- Інфілдер (англ. infielder) — гравець команди, що обороняється, котрий знаходиться в полі поруч з квадратом. Інфілдери діляться на кутових (перший і третій бейсмен) і середніх (другий бейсмен і шортстоп).

### К
- Каттер (англ. cutter) або Кат-фастбол (англ. Cut fastball) — повільна «ріжуча» подача, спрямована по траєкторії, відмінній від прямої. Найчастіше вектор зміщення йде в напрямку рукавички пітчера.
- Керв (англ. curve) або кервбол (англ. curve ball) — кручена подача, схожа на слайдер, призначена «пірнути» перед бетером. Ще більш повільна, але з сильним обертанням.
- Клінап-хіттер (англ. cleanup hitter) — четвертий бетер в списку бетерів. Зазвичай він найсильніший і найбільш досвідчений. Найбільш ймовірно, що він принесе очко.
- Клоузер (англ. closer) — пітчер, що закриває гру. Зазвичай з'являється на полі в останньому, 9 іннінґу з метою зберегти наявну очкову перевагу команди над суперником.
- Крадіжка бази або стоулен бейс (англ. stolen base) — ігрова ситуація, коли гравець, який перебуває на базі, досягає наступної бази в момент подачі пітчера, але до того, як бетер встиг здійснити удар.
- Короткостроковий реліф-пітчер — пітчер, що випускається на поле на невеликий термін для виконання рутинної роботи.
- Кручена подача (англ. breaking ball) — подача, при якій м'яч рухається по кривій траєкторії, чим вводить в оману бетера.
- Кетчер (англ. catcher) — гравець, який перебуває за домом, і приймає м'яч, поданий пітчером.

### Л
- Лайнер (англ. liner, line drive, frozen rope) — з силою (різко) відбитий в повітря м'яч, що має маленьку дугу.
- Ліворукий фахівець (англ. left-handed specialist) — пітчер-лівша, випускається з метою нейтралізувати ліворукого бетера або ускладнити завдання праворукому.

### Н
- Неспійманий третій страйк (англ. uncaught third strike) — ігрова ситуація, коли кетчер не ловить м'яч, кинутий пітчером на третій страйк.
- Ноу-хітер (англ. no-hitter), або ноу-хіт гра (англ. no-hit game), або ноу-ноу (англ. no-no), — гра, в якій нападаюча команда не змогла зробити жодного хіта.

### П
- Пасд-бол (англ. passed ball) — м'яч, пропущений кетчером. Ігрова ситуація, при якій гравці, що знаходяться на базах, можуть виконати пробіжку на наступну базу.
- Пік-оф (англ. pickoff) — пас пітчера інфілдеру, щоб той міг зробити тег-аут ранеру, перш ніж останній займе базу.
- Пінч ранер (англ. pinch runner) — гравець, який замінив ранера на базі.
- Пінч хітер (англ. pinch hitter) — гравець, який замінив бетера.
- Пітчер (англ. pitcher) — гравець команди, що захищається, котрий виконує подачу м'яча.
- Повна гра (англ. complete game), в статистичних даних позначається як CG) — термін, що визначає гру, в якій пітчер відіграв всю гру, тобто, мінімум 9 інінгів, без допомоги реліф-пітчерів.
- Поп-аут (англ. pop-out) — різновид флай-аута, коли м'яч відлітає високо, але недалеко.

### Р
- Ран (англ. run) — очко, зароблене гравцем нападу.
- Рандаун (англ. rundown) або загін — дії команди в захисті при спробі вивести в аут ранера, який знаходиться між базами.
- Ранер (англ. runner) або бігун — гравець команди нападу, який відбив м'яч. Оскільки у нього вже немає бити, він перестає називатися бетером.
- Ранс беттед ін (англ. runs batted in, скорочено — RBI) — кількість очок, які заробила команда після дій бетера.
- Релівер (англ. reliever) — див.  Реліф-пітчер
- Реліф-пітчер (англ. relief pitcher) або релівер (англ. reliever) — пітчер, який змінює по ходу гри стартового пітчера через його пошкодження, неефективність, втому, вилучення з поля або в разі якоїсь конкретної ситуації.

### С
- Сакріфайс флай (англ. sacrifice fly) — ситуація, у якій при флай-ауті м'яч вибито досить далеко, і після упіймання м'яча польовим гравцем, ранер може встигнути пробігти відстань від третьої бази до дому, принісши очко.
- Сейф (англ. safe) — ігрова ситуація, що виникає, коли ранер досяг бази (торкнувся бази будь-якою частиною свого тіла) раніше м'яча і захопив її. Гравець нападу знаходиться «в безпеці». Суддя позначає цю ситуацію розведеними в сторони руками.
- Сетап (англ. setup) або сетап мен (англ. setup man) — реліф-пітчер, зазвичай з'являється на полі перед Клоузером, у 7 або 8 іннінгу із заданою установкою тренера.
- Сет-позиція (англ. set position) — положення пітчера перед кидком.
- Сингл (англ. single) — удар, в результаті якого бетер зумів добігти до першої бази.
- Сінкер (англ. sinker) або Сінкінг фастбол (англ. sinking fastball) — подача, яка спрямована по горизонталі вниз. Таким чином, створюється велика кількість варіантів, коли бетер після контакту з м'ячем направить його в траву майданчика.
- Скорер (англ. scorer) — протоколіст. Фіксує статистику бейсбольного матчу.
- Скуіз плей (англ. squeeze play) — тактичний прийом, який застосовується при ударі типу «бант», коли команда нападу «заводить» гравця в «дім» з третьої бази.
  - Суісайд сквіз (англ. suicide squeeze) — небезпечна ситуація, коли ранер, котрий знаходиться на третій базі, стартує при кидку пітчера. Якщо гравець, що виконує бант, промахнеться по м'ячу, то ранеру практично гарантовано зроблять тег-аут по дорозі до дому.
  - Сейфті сквіз (англ. safety squeeze) — ситуація, коли ранер, що знаходиться на третій базі, стартує тільки тоді, коли бита вступить в контакт з м'ячем.
- Слайдер (англ. slider) — подача на середній швидкості, що відхиляється у бік і вниз.
- Слоуболл (англ. slow ball) — див.  чендж-ап
- Сплітер (англ. splitter) або Спліт-фастбол (англ. split-fastball) — подача, замаскована під фастбол, різко пірнає перед бетером. М'яч летить по складній траєкторії з повільною швидкістю, в порівнянні з класичними фастболами. Свою назву отримала від особливості хвату м'яча — split — пальці ділять м'яч навпіл.
- Стартовий пітчер (англ. starting pitcher) або просто стартер (англ. Starter) — пітчер, що виконує першу подачу в матчі на першого бетера.
- Страйк (англ. strike) — ситуація, що фіксується арбітром в певних випадках:
  - Бетер спробував відбити кинутий пітчером м'яч, але не влучив (вважається, що бетер зробив спробу відбити м'яч, якщо бита перетнула передню лінію дому).
  - Бетер не став бити по м'ячу і м'яч при цьому потрапив в зону страйка (за винятком випадку, коли м'яч пройшов в зоні страйка після відскоку від землі).
  - Бетер вдарив по м'ячу, але був зафіксований фол (за умови, що на рахунку бетера менше двох страйків).
  - Бетер намагався зробити бант, але м'яч вийшов за штрафну лінію
  - Кетчер зловив фол-тіп.
- Страйк-аут (англ. strike-out) — ситуація, коли бетер вибуває з гри отримавши три страйки.
- Страйк-зона (англ. strike zone) — простір, що знаходиться безпосередньо над «домом». Зверху по висоті обмежена уявною горизонтальною лінією, що проходить під пахвами бетера, а знизу — уявною горизонтальною лінією, що проходить по нижньому краю коліна бетера.

### Т
- Тайм (англ. time) — команда судді, по якій гра негайно зупиняється і поновлюється тільки після команди «плей» (гра).
- Тег-ап (англ. tag up) — повторне торкання ранером бази після упіймання флай-бола (за винятком фол-тіпу).
- Тег-аут (англ. tag out) — база вважається поміченою, якщо гравець, який володіє м'ячем, торкнувся її якоюсь частиною тіла. Гравець вважається поміченим, якщо противник торкнув його рукавицею і м'ячем або ж вільною рукою. Якщо захисник встиг помітити базу або гравця, а потім упустив м'яч, тег-аут зараховується. Поічений гравець нападу вибуває в аут. При тег-ауті бази той гравець, який не встиг дістатися до неї раніше суперника, вибуває в аут.
- Тріпл (англ. triple) — удар, в результаті якого Беттері зумів добігти до третьої бази.
- Тріпл плей (англ. triple play) — ситуація в грі, коли три гравці команди нападу потрапляють в аут, якщо не було помилок між аутами

### Ф
- Фастбол (англ. fastball) — пряма подача, при якій наголос робиться на швидкість польоту м'яча, є найбільш поширеною подачею. Різновиди: фор-сім (англ. four-seam), ту-сім (англ. two-seam), каттер (англ. cutter), спліттер (англ. splitter), форкфол (англ. forkball).
- Флай-бол (англ. fly ball) — м'яч, відбитий високо над ігровим полем.
- Флай-аут (англ. fly out) — флайбол, спійманий гравцями захисту до того, як він торкнеться землі (за винятком фол-тіпу). В цьому випадку відбиває вибуває з гри, а атакуючі зобов'язані повернутися на вихідні бази (тег ап), після чого мають право пересуватися по базах далі.
- Фол або Фаул (англ. foul) — удар, після якого м'яч безпосередньо виходть за бокову лінію або викочується за неї між домом і першою чи третьою базою. Вважається як страйк, якщо у пітчера менше 2-х страйків.
- Фол-тіп (англ. foul tip) — м'яч, що потрапив в пастку кетчера безпосередньо після контакту з битою бетера.
- Форкбол (англ. forkball) або «вилка» — подача, різновид фастбола, при якій м'яч тримають так, як ніби він затиснутий між зубами вилки, в момент випуску м'яча з руки йому можна надати додаткове обертання.
- Форс-аут (англ. force out) — гравець нападу (ранер) повинен був бігти на базу, але гравець захисту встав на цю базу з м'ячем в руці перш, ніж той встиг це зробити.
- Форс плей (англ. force play) — вимушена гра, коли гравець нападу змушений бігти на наступну базу.
- Фейр-зона (англ. Fair territory) — частина поля, з внутрішньої сторони штрафних ліній, починаючи від дому закінчуючи огорожею ігрового поля. Самі лінії є частиноювключені в фейр-зони.

### Х
- Хіт (англ. hit) — удар, при якому відбивальник досяг першої бази. Якщо цій вдалій пробіжці передувала помилка гравців оборони (неточний кидок на базу, втрата м'яча на прийомі), то хіт відбивальнику не зараховується, а обороні записується помилка (error). Якщо відбивальник успішно досягає першої бази і продовжує біг, намагаючись зробити дабл або тріпл, але не встигає і виводиться в аут гравцями оборони, йому все одно зараховується хіт.
- Хіт бай пітч (англ. hit by pitch) — ситуація, при якій бетер займає першу базу після попадання в нього м'ячем пітчера.
- Хоум ран (англ. home run, скор. HR) — удар, після якого бетер пробігає через всі бази і повертається в дім. У сучасному бейсболі зазвичай досягається при ударі, коли м'яч (флайбол) вибивається за межі поля між штрафними щоглами (або торкається однієї з них). Така ситуація називається «автоматичний хоум-ран».
  - Інсайд-парк хоум-ран (англ. inside-the-park home run) — більш рідкісний різновид хоум-рана, коли м'яч після відбиття не вилітає за межі поля, а залишається в грі. Бетер при цьому встигає пробігти через всі бази й повернутися в дім до того, як гравці захисту встигають вивести його в аут.

### Ч
- Чендж-ап (англ. changeup) або слоубол — пряма подача зі змінною швидкістю. При тому, що швидкість руки залишається як при фастболі, м'яч летить повільніше на 13-20 км/год. Бетер реагує на швидкість руки і намагаючись відбити фастбол, змахує битою раніше ніж потрібно.

### Ш
- Шатаут (англ. shutout) — гра всуху, компліт гейм без єдиного пропущеного рана.  Див. також ноухіттер
- Швидка подача (англ. quick return) — подача, виконана пітчером з явним наміром застати бетера неготовим до відбивання. Така подача є нелегальною.
- Шифт (англ. shift) — ситуація, коли всі інфілдери і / або аутфілдер встають по або проти годинникової стрілки від їхніх звичайних позицій. Стратегія спрямована проти певних бетерів, які зазвичай б'ють в якусь одну сторону.
- Шорт-стоп (англ. shortstop) — гравець захисту, що знаходиться між 2-ю і 3-ю базою.
- Штрафна зона (англ. Foul territory) — частина поля, з зовнішньої сторони штрафних ліній.

### E
- ERA (англ. earned run average) — статистичний показник, який показує рівень подачі пітчера, тобто скільки він пропускає в середньому за 9 інінгів. Чим нижче ERA, тим краще він кидає.

### M
- MLB (англ. Major League Baseball) — див.  Вища ліга бейсболу

### R
- RBI (англ. runs batted in) — див.  Ранс беттед ін